# Hawker Siddeley Nimrod
Hawker Siddeley Nimrod je bilo štirimotorno reaktivno mornariško patruljno letalo, ki ga je uporabljalo Kraljevo vojno letalstvo (RAF). Razvit je bil na podlagi potniškega letala de Havilland Comet. Originalno so ga zasnovali pri podjetju de Havilland, ki se je pozneje združil v Hawker Siddeley. Hawker je letalo moderniziral in tudi nasledniki Hawkerja: British Aerospace in BAE Systems so letalo nadaljnje modificirali. 
Nimrod je bil razvit kot naslednik propelerskega Avro Shackletona. Primarno je bil namenjen protipodmorniškemu bojevanju, pa tudi za patruliranje nad morjem, napade na površinske ladje in elektronsko obveščevalno dejavnost (ELINT). Uporabljal se je od zgonjih 1970ih do marca 2010. Naslednik naj bi bil Nimrod MRA4, vendar so pozneje to letalo opustili.
Nimrod uporablja za pogon turbofan motorje Rolls-Royce Spey, medtem ko je Comet imel turboreaktivne motorje.
Nimrod se je bojno uporabljal v Falklandski vojni in v Iraku ter Afganistanu.

## Specifikacije
Podatki iz Wilson
Splošne karakteristike
- Posadka: 13
- Število sedežev: 24
- Dolžina: 38,65 m (126 ft 9 in)
- Razpon kril: 35,00 m (114 ft 10 in)
- Višina: 9,14 m (31 ft)
- Površina kril: 197,05 m² (2121 sq ft)
- Teža praznega letala: 39009 kg (86000 lb)
- Maks. vzletna teža: 87090 kg (192000 lb)
- Pogon letala: 4 × Rolls-Royce Spey turbofan, 54,09 kN (12160 lbf) vsak

 Zmogljivost 
- Maks. hitrost: 923 km/h (575 mph)
- Potovalna hitrost: 787 km/h (490 mph)
- Doseg: 8340–9265 km (5180–5755 milj)
- Višina leta: 13411 m (44000 ft)

Oborožitev

- Strelno orožje: None
- Nosilci za orožje: 2× podkrilni nosilci in notranji prostor za bombe s kapaciteto 20.000 lb (9.100 kg) in zalogo orožja s kombinacijo:
  - Izstrelki: ***Rakete zrak-zrak: 2× AIM-9 Sidewinder
    - Rakete zrak-površje: Nord AS.12, Martel, AGM-65 Maverick, AGM-84 Harpoon

  - Bombe: ***Globinske bombe, jedrske globinske bombe B57 (do leta 1992)[4]
  - Drugo: ***Mark 46 torpedo, Sting Ray torpedo
    - Morske mine
    - sonarne boja